# 活度系数
活性係數（英語：Activity coefficient），又称活性因子（英語：Activity factor），是热力学中的一个系数，反映的是真实溶液中某组分i的行为偏离理想溶液的程度，量纲为1。引入活性系数后，适用于理想溶液的各种关系可以相应修正为适用于真实溶液。类似的，逸度系数是表示真实气体混合物中某组分和理想行为的偏离的系数。

## 定义
在理想溶液中，溶液组分i遵循拉乌尔定律：
{\displaystyle x_{i}={\frac {p_{i}}{p_{i}^{\star }}}}
其中{\displaystyle x_{i}}是组分i在溶液中的摩尔分数，{\displaystyle p_{i}}和{\displaystyle p_{i}^{\star }}分别是组分i的分压和饱和蒸气压。
而组分i的化学势{\displaystyle \mu _{i}}可由下式表达：
{\displaystyle \mu _{i}=\mu _{i}^{\ominus }+RT\ln x_{i}}
这里的{\displaystyle \mu _{i}^{\ominus }}代表组分i在标准状态下的化学势。而在真实溶液中，组分i-组分i间的作用力和组分i-其他组分间的作用力并不相等，导致了组分i并不满足拉乌尔定律，其化学势也不满足以上关系，即偏离了理想溶液的行为，为此吉尔伯特·牛顿·路易斯引入了活性和活性系数的概念。
定义：
{\displaystyle a_{x,i}=\gamma _{x,i}x_{i}}
这里的{\displaystyle a_{x,i}}是组分i以摩尔分数所表示的活性，{\displaystyle \gamma _{x,i}}则是组分i用摩尔分数所表示的活性系数。引入活性和活性系数后，拉乌尔定律可以修正为：
{\displaystyle a_{x,i}=\gamma _{x,i}x_{i}=\gamma _{x,i}{\frac {p_{i}}{p_{i}^{\star }}}}
组分i的化学势则可以修正為：
{\displaystyle \mu _{i}=\mu _{i}^{\ominus }+RT\ln a_{i}}
真实溶液的浓度越稀，溶剂的活性系数就越接近1，活性和摩尔分数近乎相等，其行为越接近理想溶液。浓度越高，活性系数越偏离1，真实溶液的行为偏差理想溶液就越大，比如对于浓度较高的电解质溶液，其活性就无法用摩尔分数取代，这一点在电化学和土壤化学中十分常见。

## 平衡常数的修正
当化学反应:{\displaystyle \alpha A+\beta B\rightleftharpoons \sigma S+\tau T}达到化学平衡时，反应物化学势的和等于生成物化学势的和，反应的吉布斯能变化{\displaystyle \Delta _{r}G}为0，即：
{\displaystyle \Delta _{r}G=\sigma \mu _{S}+\tau \mu _{T}-(\alpha \mu _{A}+\beta \mu _{B})=0\,}
将每种物质用活性所表示的化学势表达式代入其中得到
{\displaystyle \Delta _{r}G=\sigma \mu _{S}^{\ominus }+\sigma RT\ln a_{S}+\tau \mu _{T}^{\ominus }+\tau RT\ln a_{T}-(\alpha \mu _{A}^{\ominus }+\alpha RT\ln a_{A}+\beta \mu _{B}^{\ominus }+\beta RT\ln a_{B})=0}
{\displaystyle \Delta _{r}G=\left(\sigma \mu _{S}^{\ominus }+\tau \mu _{T}^{\ominus }-\alpha \mu _{A}^{\ominus }-\beta \mu _{B}^{\ominus }\right)+RT\ln {\frac {a_{S}^{\sigma }a_{T}^{\tau }}{a_{A}^{\alpha }a_{B}^{\beta }}}=0}
其中的{\displaystyle \left(\sigma \mu _{S}^{\ominus }+\tau \mu _{T}^{\ominus }-\alpha \mu _{A}^{\ominus }-\beta \mu _{B}^{\ominus }\right)} 是反应在标准状况下的吉布斯能变化{\displaystyle \Delta _{r}G^{\ominus }} 于是
{\displaystyle \Delta _{r}G=\Delta _{r}G^{\ominus }+RT\ln {\frac {a_{S}^{\sigma }a_{T}^{\tau }}{a_{A}^{\alpha }a_{B}^{\beta }}}}
此时的平衡常数由平时的{\displaystyle K={\frac {a_{S}^{\sigma }a_{T}^{\tau }}{a_{A}^{\alpha }a_{B}^{\beta }}}}修正为：
{\displaystyle K={\frac {[S]^{\sigma }[T]^{\tau }}{[A]^{\alpha }[B]^{\beta }}}\times {\frac {\gamma _{S}^{\sigma }\gamma _{T}^{\tau }}{\gamma _{A}^{\alpha }\gamma _{B}^{\beta }}}}

## 活性系数的测量和计算方法
活性系数可以通过实验测量和理论计算结合的方法求出，常见方法有蒸气压法、德拜-休克尔极限公式法、图解积分法和测量电动势法等：

### 蒸汽压法
引入活性系数后，拉乌尔定律修正为：
{\displaystyle a_{x,i}=x_{i}\gamma _{x,i}={\frac {p_{i}}{p_{i}^{\star }}}}
可通过测定某一浓度下溶液蒸汽压和饱和蒸汽压的比值，除以其摩尔分数，即为活性系数。

### 德拜-休克尔极限公式法
德拜-休克尔极限公式给出了某种离子i的活性系数和离子强度的关系：
{\displaystyle \ln(\gamma _{i})=-Az_{i}^{2}{\sqrt {I}}}
其中{\displaystyle z_{i}}是离子所带的电荷数，{\displaystyle I}是溶液中的离子强度，{\displaystyle A}是和溶剂有关的常数。
但德拜-休克尔极限公式只适用于稀溶液，对于较高浓度的电解质溶液，需要使用戴维斯公式或pitzer公式等修正后的方法。

### 图解积分法
对于双组分溶液，根据吉布斯-杜安方程，於恆壓P和恆溫T下
{\displaystyle x_{1}\mathrm {d} \mu _{1}+x_{2}\mathrm {d} \mu _{2}=0}
根据用活性系数表示的化学势
{\displaystyle \mu _{1}=\mu _{1}^{\ominus }+RT\ln \gamma _{1}x_{1}}
可得
{\displaystyle \mathrm {d} \mu _{1}=RT\mathrm {d} \ln \gamma _{1}+RT\mathrm {d} \ln x_{1}}
代入吉布斯-杜亥姆方程：
{\displaystyle x_{1}\mathrm {d} \ln \gamma _{1}+x_{2}\mathrm {d} \ln \gamma _{2}+x_{1}\mathrm {d} \ln x_{1}+x_{2}\mathrm {d} \ln x_{2}=0}
注意到
{\displaystyle \mathrm {d} \ln x_{1}={\frac {\mathrm {d} x_{1}}{x_{1}}},\mathrm {d} x_{1}=-\mathrm {d} x_{2}}
所以
{\displaystyle x_{1}\mathrm {d} \ln \gamma _{1}+x_{2}\mathrm {d} \ln \gamma _{2}=0}
这样，在已知其中一种组分的活性系数之后，可以通过积分求出另一种活性系数，或用这一关系检验所测得的活性系数数值是否具有热力学一致性。